# Pirineos. Revista de Ecología de Montaña
Pirineos. Revista de Ecología de Montaña, anomenada fins al 1986 com a Pirineos. Revista del Instituto de Estudios Pirenaicos, és una revista cientifica, fundada el 1945, i editada per
l'Instituto Pirenaico de Ecología del Consell Superior d'Investigacions Científiques que s'ocupa de temes de medi ambient i geografia ambiental.
Pirineos inclou publicacions de treballs relacionats amb la dinàmica dels ecosistemes de muntanya, és a dir, amb els processos i les relacions que s'estableixen entre els éssers vius i entre aquests últims i el medi ambient, en un espai tan peculiar com el de les regions més elevades de la planeta. Tracta de contribuir a explicar el funcionament global de les regions de muntanya i l'organització espacial de recursos i processos, amb una perspectiva integradora en la qual l'home exerceix també un paper destacat.
Pirineus recull treballs científics originals importants per al conjunt de l'Ecologia de Muntanya, especialment aquells que aporten informació sobre els fluxos existents entre subsistemes, la influència de l'home en la transformació de l'entorn montà, les relacions tròfiques entre els éssers vius i el funcionament dels diferents aspectes que constitueixen la base dels ecosistemes de muntanya.
Pirineos, els articles de la qual són revisats per l'avaluació d'experts, externs, es troba indexada a la Web of Science, a SCOPUS, CWTS Leiden Ranking, REDIB i a DOAJ. Es tracta d'una revista en accés obert que facilita l'accés sense restriccions a tot el seu contingut immediatament després de la seva publicació.